# 이정아 (1989년)
이정아(1987년 5월 18일 ~ )은 경기도 수원시출신의 배우이다. 현재 소속사는 MK커뮤니케이션즈이다. 2007년 미스 춘향 정 출신이며 재밌는 TV 롤러코스터에서 실시한 대국민 오디션 슈퍼스타R에서 최후의 1인으로 데뷔했다.

## 주요 출연작

### 텔레비전

#### 케이블 예능
- 2010년 재밌는 TV 롤러코스터 (TVN)
- tvN 원스어폰어 타임 인 생초리 하석진 동생 조민희역

## 수상 내역
- 2007년 미스춘향 정[3]